# Anthony Braxton
Anthony Braxton (Chicago, 4 giugno 1945) è un compositore e polistrumentista statunitense.
Definire Braxton un musicista di jazz è alquanto riduttivo. Nella sua carriera tale genere riveste una parte predominante, ma tra i suoi lavori figurano anche composizioni per orchestra e perfino opere liriche. Come strumentista, oltre a suonare il pianoforte, ha utilizzato l'intera gamma dei sassofoni (dal sopranino al contrabbasso) e dei clarinetti, oltre al flauto e a vari strumenti a percussione.

## Biografia
Nato e cresciuto nel South Side di Chicago, studia sassofono con Jack Gell, al tempo insegnante anche di Henry Threadgill. Nel 1963 si iscrive al Wilson Jr. College. e poco dopo parte per il servizio militare; nel 1965 è in Corea dove suona con la banda militare e ha modo di improvvisare con musicisti locali.
Nel 1966, appena tornato a Chicago, diventa membro della neonata AACM (Association for the Advancement of Creative Musicians), con i cui musicisti inizia a suonare sia in formazioni a organico variabile (tra gli altri, con Leroy Jenkins, Thurman Barker e Leo Smith), sia in solo: saranno, queste, situazioni importanti per il futuro sviluppo del suo linguaggio musicale.
Nel 1967, sotto l'ala protettiva di Muhal Richard Abrams che lo vuole al suo fianco per la registrazione del suo Levels and Degrees of Light, entra per la prima volta in sala d'incisione. Nel marzo del 1968 Braxton è pronto per registrare il primo album a proprio nome: il seminale e programmatico, fin dal titolo, Three Compositions Of New Jazz, insieme ai fidati Leroy Jenkins e Leo Smith.
Nel 1969 la francese BYG invita i musicisti dell'AACM a Parigi. Braxton partirà nel giugno di quell'anno ma, poco prima, avrà modo di incidere per la Delmark altri due album fondamentali nel suo sviluppo: il solo di sassofono For Alto (il primo album di jazz interamente per sassofono non accompagnato) e il disco (a lui intestato, ma di fatto cooperativo) con Jenkins e Smith: Silence.
I brani di For Alto recano dediche, tra gli altri, a Cecil Taylor e John Cage. L'esibizione solitaria per uno strumento melodico come il sassofono diventerà, per motivi ideologici (e ancor prima economici), prassi diffusa negli anni a venire. Tra coloro che negli anni Settanta (e anche dopo) si dedicheranno in maniera convinta alla performance solistica è necessario citare Steve Lacy.
Partito, insieme a diversi altri musicisti dell'AACM, per Parigi "in cerca di fortuna" con un biglietto di sola andata, Braxton rientrerà a Chicago nei primi mesi del 1970. In Francia avrà modo di documentare la sua musica con due album a proprio nome e diverse collaborazioni.
Poco dopo il rientro negli USA Braxton entra in contatto con Chick Corea (piano), assieme al quale – oltre a Dave Holland (contrabbasso) e Barry Altschul (batteria) – forma il gruppo "Circle". Il quartetto ha vita breve, nonostante i numerosi ingaggi negli USA e in Europa, ma Braxton ha comunque modo di farsi ulteriormente ascoltare e conoscere e può, nel frattempo, continuare a esibirsi in solo. Se Corea lascia il quartetto per più remunerativi approdi, Holland e Altschul rimangono fedeli a Braxton e costituiranno la base dei suoi più importanti gruppi degli anni seguenti.
Nei ritagli di tempo rubati al quartetto Circle, Braxton continua a documentare, in Francia, Inghilterra e nel resto d'Europa, la sua musica: in solitudine o con gruppi di varie dimensioni. Le testimonianze discografiche della musica di Braxton nei primi anni Settanta sono quasi esclusivamente europee.
Sarà solo nel 1974, con la firma di un contratto pluriennale per l'Arista Records, che Braxton tornerà a incidere stabilmente in America. Il primo disco del nuovo impegno, inciso alla fine del 1974, si intitola "New York Fall 1974", e vede Holland al contrabbasso, Kenny Wheeler alla tromba e Jerome Cooper alla batteria. "New York Fall 1974" è, allo stesso tempo, un disco basilare ed estremamente variegato: in un brano Braxton suona in duo con le elettroniche di Richard Teitelbaum, in un altro convoca il nucleo di quello che diventerà il World Saxophone Quartet. Nei mesi a venire, grazie anche a una maggiore serenità economica, Braxton riuscirà a riunire stabilmente il gruppo che, con lievi ma significative varianti, lo accompagnerà per buona parte degli anni Settanta. Il primo quartetto verrà documentato compiutamente in uno dei punti fermi della prima fase della carriera braxtoniana (e di tutti gli anni Settanta), il fondamentale "Five Pieces", secondo disco per l'Arista.
In quegli anni Braxton registra anche duetti con George Lewis ("Elements of Surprise", dal vivo a Moers) e con Richard Teitelbaum al sintetizzatore. I significativi mezzi produttivi e di marketing dell'Arista gli consentono di incidere due suoi progetti assai impegnativi, anche dal punto di vista economico: "Creative Orchestra Music" e "For Four Orchestras".
Nel corso degli anni Ottanta, e all'inizio del decennio successivo, il gruppo stabile di Braxton sarà un quartetto con Marilyn Crispell (piano), Mark Dresser (basso) e Gerry Hemingway (batteria).
Braxton ha collaborato con decine di musicisti, tra cui Derek Bailey, Evan Parker, Globe Unity Orchestra, Max Roach, Mal Waldron, Dave Douglas, Ornette Coleman, Dave Brubeck, Lee Konitz, Peter Brötzmann, Willem Breuker, Muhal Richard Abrams, Steve Lacy, Roscoe Mitchell, Pat Metheny, Frederic Rzewski, Ursula Oppens.
Dal 1995 le composizioni e le esibizioni di Braxton riguardano interamente quella che egli chiama "Ghost Trance Music".
Braxton ha studiato filosofia alla Roosevelt University. Dopo avere insegnato al Mills College, è ora professore di musica alla Wesleyan University di Middletown (Connecticut) per le cattedre di composizione, storia della musica e improvvisazione. Nel 1994 ha ottenuto la MacArthur Fellowship.

## La musica di Braxton
Dal punto di vista musicale, Braxton è stato influenzato da Warne Marsh, John Coltrane, Eric Dolphy e, non ultimo, dal suo prediletto Paul Desmond, ma anche da compositori contemporanei come Karlheinz Stockhausen, John Cage e Arnold Schönberg.
La musica di Braxton è sorretta da un forte retroterra teorico. Per renderne noti i punti fermi, egli ha scritto diversi volumi, in cui spiega minuziosamente le proprie teorie e i principi su cui si basano le proprie composizioni: "Tri-Axium Writings" (in tre volumi) e "Composition Notes" (in 5 volumi), entrambi editi da Frog Peak Music. Per quanto le sue composizioni siano decisamente di avanguardia, alcune caratteristiche (soprattutto lo swing e la ritmica) mostrano radici che affondano nel bebop di Charlie Parker.
I pezzi di Braxton hanno spesso per titolo dei simboli grafici, e hanno costituito (e tuttora costituiscono) uno degli aspetti più criptici della sua musica e della sua personalità.

## Discografia
- 1968 Three Compositions of New Jazz
- 1968 For Alto
- 1969 Anthony Braxton
- 1971 Together Alone
- 1971 Circle: Paris Concert [live]
- 1972 Saxophone Improvisations, Series F
- 1972 Town Hall (1972) [live]
- 1974 In the Tradition, Vol. 1
- 1974 In the Tradition, Vol. 2
- 1974 Quartet Live at Moers New Jazz Festival
- 1974 Duo, Vols. 1 & 2
- 1974 First Duo Concert [live]
- 1974 Trio and Duet
- 1974 New York, Fall 1974
- 1974 Live at Wigmore Hall
- 1975 Five Pieces (1975)
- 1975 Anthony Braxton Live
- 1975 The Montreux/Berlin Concerts [live]
- 1975 Live
- 1976 Creative Orchestra Music (1976)
- 1976 Elements of Surprise: Braxton/Lewis Duo
- 1976 Duets (1976)
- 1976 Donaueschingen (Duo) 1976
- 1976 Quartet (Dortmund) 1976 [live]
- 1976 Solo: Live at Moers Festival
- 1977 Four Compositions (1973)
- 1978 Creative Orchestra (Köln) 1978
- 1978 For Four Orchestras
- 1978 Alto Saxophone Improvisations (1979)
- 1978 Birth and Rebirth
- 1978 NW5-9M4: For Trio
- 1979 Performance (9-1-1979) [live]
- 1979 With Robert Schumann String Quartet
- 1979 Seven Compositions (1978)
- 1980 For Two Pianos
- 1980 The Coventry Concert [live]
- 1981 Composition No. 96
- 1981 Six Compositions: Quartet
- 1982 Open Aspects (Duo) 1982
- 1982 Four Compositions (Solo, Duo & Trio)
- 1982 Six Duets (1982)
- 1983 Four Compositions (Quartet) 1983
- 1983 Composition No. 113
- 1984 Prag (Quartet-1984) [live]
- 1985 Seven Standards (1985), Vol. 2
- 1985 London (Quartet-1985) [live]
- 1985 Seven Standards (1985), Vol. 1
- 1985 Quartet (London) 1985 [live]
- 1985 Six Compositions (Quartet) 1984
- 1986 Five Compositions (Quartet), 1986
- 1986 Moment Précieux [live]
- 1987 Six Monk's Compositions (1987)
- 1987 ... If My Memory Serves Me Right
- 1988 19 (Solo) Compositions (1988)
- 1988 Victoriaville 1988 [live]
- 1988 2 Compositions (Järvenpää) 1988, Ensemble
- 1988 Voigt Kol Nidre
- 1988 The Aggregate
- 1988 London Solo (1988)

- 1989 Eugene (1989)
- 1989 7 Compositions (Trio) 1989
- 1989 Vancouver Duets
- 1989 2 Compositions (Ensemble) 1989/1991
- 1989 Eight (+3) Tristano Compositions, 1989
- 1991 8 Duets: Hamburg 1991
- 1991 Duo (Amsterdam) 1991 [live]
- 1991 Composition No. 107 (Excerpt, 1982)/In CDCM
- 1991 Composition No. 98
- 1992 Wesleyan (12 Altosolos) 1992
- 1992 Willisau (Quartet) 1991 [Pt. 2] [live]
- 1992 Composition No. 165 (For 18 Instruments)
- 1992 (Victoriaville) 1992 [live]
- 1993 Duets
- 1993 9 Standards (Quartet) 1993 [live]
- 1993 Trio (London) 1993 [live]
- 1993 12 Compositions: Oakland, July 1993
- 1993 Quartet (Santa Cruz) [live]
- 1993 Charlie Parker Project
- 1993 Duo (Leipzig) 1993
- 1993 Duo (London) 1993
- 1994 Composition No. 174: For Ten Percussionists
- 1994 Small Ensemble Music (Wesleyan) 1994 [live]
- 1994 Duo (Wesleyan) 1994
- 1994 Knitting Factory (Piano/Quartet) 1994, Vol. 2 [live]
- 1995 11 Compositions
- 1995 10 Compositions (Duet) 1995
- 1995 Performance Quartet
- 1995 Octet (New York) 1995
- 1995 Solo Piano (Standards) 1995
- 1995 Two Lines Lovely Music
- 1995 Knitting Factory (Piano/Quartet) 1994, Vol. 1 [live]
- 1995 4 Compositions (Quartet) 1995
- 1995 Seven Standards 1995
- 1996 Composition No. 192
- 1996 Composition No. 193 [live]
- 1996 Tentet (New York) 1996 [live]
- 1996 Live at Merkin Hall
- 1996 14 Compositions (Traditional)
- 1996 Composition No. 102: For Orchestra & Puppet Theatre
- 1996 Sextet (Istanbul)
- 1996 Composition No. 173
- 1997 Silence/Time Zones
- 1997 Amsterdam 1991 [live]
- 1997 4 Compositions (Quartet) 1995
- 1998 Compositions No. 10 & No. 16 (+101)
- 1999 Duets (1987)
- 1999 4 Compositions (Washington D.C.) 1998
- 1999 Trillium R [4-CD box set opera]

- 2000 Composition No. 94:
- 2000 Quintet (Basel) 1977 [live]
- 2000 10 Compositions (Quartet)
- 2000 9 Compositions (Hill)
- 2001 Compositions/Improvisations 2000
- 2001 Composition No. 247
- 2001 Composition No. 169 + (186 + 206 + 214)
- 2001 Four Compositions (GTM) 2000
- 2001 8 Compositions (Quintet)
- 2002 This Time
- 2002 (Coventry) 1985 [live]
- 2002 (Birmingham) 1985
- 2002 Duets [Wesleyan]
- 2002 8 Standards (Wesleyan 2001) [live]
- 2002 Solo (Köln) 1978
- 2002 Ninetet (Yoshi's) 1997, Vol. 1
- 2003 Four Compositions (GTM) 2000
- 2003 Two Compositions (Trio) 1998 [live)
- 2003 Solo (Milano) 1979, Vol. 1 [live]
- 2003 Anthony Braxton [2003]
- 2003 Ninetet (Yoshi's) 1997, Vol. 2 [live]
- 2003 Solo (NYC) 2002 [live]
- 2003 23 Standarts (Quartet)
- 2003 20 Standarts (Quartet)
- 2004 Shadow Company (2004)
- 2004 4 Improvisations (Duets) 2004
- 2005 Quintet (London) 2004 Live at the Royal Festival Hall
- 2006 Compositions 175 & 126 (for Four Vocalists And Constructed Environment) [con The Creative Jazz Orchestra]
- 2006 Sextet (Victoriaville) 2005
- 2010 Quartet (Mestre) 2008 [live]